# La Faloise

La Faloise este o comună în departamentul Somme, Franța. În 1 ianuarie 2022 avea o populație de 215 de locuitori.